# Kazuhisa Iijima
Pour les articles homonymes, voir Iijima (homonymie).
Kazuhisa Iijima (飯島 寿久, Iijima Kazuhisa) est un footballeur japonais né le 6 janvier 1970.